# Krunderup
Krunderup is een plaats in de Deense regio Midden-Jutland, gemeente Holstebro, en telt 404 inwoners (2007).